# Giuseppe Berto

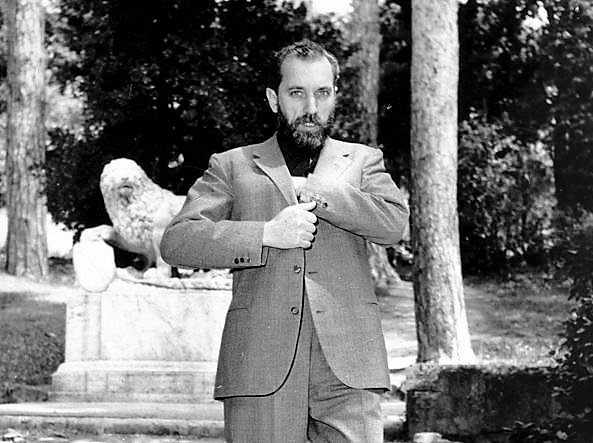
Giuseppe Berto

Giuseppe Berto (Mogliano Veneto, 27 december 1914 - Rome, 1 november 1978) was een Italiaans schrijver.
Na zijn middelbareschooltijd ging Berto in het leger en was hij betrokken bij een van Mussolini's Afrikaanse veldtochten. Daarna ging hij aan de Universiteit van Padua studeren en promoveerde hij in de letteren. Hij doceerde er korte tijd, maar ruilde het onderwijs al snel in voor het schrijverschap. Vlak voor de Tweede Wereldoorlog meldde hij zich opnieuw bij het leger als vrijwilliger en vocht weer in Afrika. In 1943 werd hij gevangengenomen door de geallieerden en overgebracht naar een krijgsgevangenkamp in Texas. 
In de jaren zestig kocht hij een grondstuk aan de Capo Vaticano in Calabrië, een van de mooiste plekjes aan de kust, en zette er zeven huisjes op voor eigen gebruik. Ze staan in een prachtige tuin met mediterrane planten en bloemen en worden tegenwoordig verhuurd als vakantiebungalows.

## Werk
In Texas schreef hij zijn eerste roman Il cielo è rosso (De hemel is rood). Daarna volgden in 1948 Le opere di Dio (Gods werken) en in 1951 Il brigante (De struikrover), die allebei in het Nederlands zijn vertaald. Zijn ervaringen in Afrika heeft hij neergeschreven in een dagboek Guerra in camicia nera (Oorlog in een zwart hemd) in 1955 en daarmee laadde hij het odium van fascist op zich. Hij werd min of meer verbannen uit de Italiaanse maatschappij en  als schrijver van filmscenario's had hij geen succes, met als gevolg, dat hij in een zware depressie raakte. Over zijn psychiatrische behandeling schreef hij Il male oscuro (De kwade duisternis) op aanraden van zijn psychiater. In dit boek worstelt hij met zijn persoonlijke demonen en de relatie met zijn vader. Het zijn pijnlijke, maar ook humoristische verhalen over zijn psychoanalyse. Voor deze roman kreeg hij de Viareggio-prijs en de Premio Campiello. Opmerkelijk is ook La gloria (De gelukzaligheid) uit 1978, een sleutelroman met diepzinnige religieuze overwegingen over schuld en boete, die worden geanalyseerd in de Bijbelse figuur Judas Iscariot.

## Selectie van werk
- 1946 Il cielo è rosso (roman)
- 1948 Le opere di Dio (roman)
- 1951 Il brigante (roman)
- 1955 Guerra in camicia nera (dagboek)
- 1961 Il male oscuro (Incubus) (roman)
- 1963 Un po' di successo (verhalen)
- 1964 L'uomo e la sua morte (toneel)
- 1965 L'inconsapevole approccio (essays)
- 1974 Oh, Serafina (roman)
- 2005 Critiche cinematografiche (kritieken)

## Secundair
- Dario Biagi Vita scandalosa di Giuseppe Bert

- Bibsys: 90170699
- Biblioteca Nacional de España: XX1724147
- Bibliothèque nationale de France: cb11891708g (data)
- CiNii: DA04850313
- Digitale Bibliotheek voor de Nederlandse Letteren: bert093
- Gemeinsame Normdatei: 11865859X
- International Standard Name Identifier: 0000 0001 2137 1503
- Library of Congress Control Number: n78096102
- Bibliotheek van het Japanse parlement: 00520008
- Nationale Bibliotheek van Tsjechië: ola2002152999
- Nationale bibliotheek van Australië: 35279696
- Nationale Bibliotheek van Israël: 987007274691105171
- Nationale en Universitaire bibliotheek Zagreb: 000050018
- Nederlandse Thesaurus van Auteursnamen: 068554532
- Réseau des bibliothèques de Suisse occidentale: 02-A002999764
- Istituto Centrale per il Catalogo Unico: CFIV012825
- LIBRIS: 283508
- Système universitaire de documentation: 026724561
- Trove: 895108
- Virtual International Authority File: 66463667
- WorldCat: E39PBJy4gxGbfGDG7ghh4FjV4q